# Welterbe in Nepal

Zum Welterbe in Nepal gehören (Stand 2018) vier UNESCO-Welterbestätten, darunter zwei Stätten des Weltkulturerbes und zwei Stätten des Weltnaturerbes. Nepal ist der Welterbekonvention 1978 beigetreten, die zwei ersten Welterbestätten wurden 1979 in die Welterbeliste aufgenommen. Die bislang letzte Welterbestätte wurde 1997 eingetragen.

## Welterbestätten
Die folgende Tabelle listet die UNESCO-Welterbestätten in Nepal in chronologischer Reihenfolge nach dem Jahr ihrer Aufnahme in die Welterbeliste (K – Kulturerbe, N – Naturerbe, K/N – gemischt, (G) – auf der Liste des gefährdeten Welterbes).
| Bild             | Bezeichnung                    | Jahr | Typ | Ref. | Beschreibung |
| ---------------- | ------------------------------ | ---- | --- | ---- | --- |
| (weitere Bilder) | Kathmandutal (Lage)            | 1979 | K   | 121  | Dazu gehören sieben Gruppen von Gebäuden und Monumenten: Der Durbar-Platz von Hanuman Dhoka (Kathmandu), Durbar Platz von Patan und Durbar Platz von Bhaktapur (mit Nyatapola-Tempel), die beiden buddhistischen Stupas von Swayambhunath und Bodnath und die beiden Hindu-Tempel von Pashupatinath und Changu Narayan. Kathmandu wurde während eines Erdbebens 2015 stark zerstört. |
| (weitere Bilder) | Sagarmatha-Nationalpark (Lage) | 1979 | N   | 120  | Im Nationalpark befinden sich drei Achttausender: der Mount Everest, der Lhotse und der Cho Oyu. Der Park ist 1.148 km² groß. |
| (weitere Bilder) | Chitwan-Nationalpark (Lage)    | 1984 | N   | 284  | |
| (weitere Bilder) | Lumbini (Lage)                 | 1997 | K   | 666  | Geburtsort Buddhas |

## Tentativliste
In der Tentativliste sind die Stätten eingetragen, die für eine Nominierung zur Aufnahme in die Welterbeliste vorgesehen sind.

### Aktuelle Welterbekandidaten
Mit Stand 2018 sind 15 Stätten in der Tentativliste von Nepal eingetragen, die letzte Eintragung erfolgte 2008.
Die folgende Tabelle listet die Stätten in chronologischer Reihenfolge nach dem Jahr ihrer Aufnahme in die Tentativliste.
| Bild                                                            | Bezeichnung                                                            | Jahr | Typ | Ref. | Beschreibung |
| --------------------------------------------------------------- | ---------------------------------------------------------------------- | ---- | --- | ---- | --- |
| Frühmittelalterlicher Architekturkomplex von Panauti            | Frühmittelalterlicher Architekturkomplex von Panauti (Lage)            | 1996 | K   | 839  | Der architektonische Komplex in der Stadt Panauti umfasst den 1294 erbauten Indreshwar-Mahadev-Tempel im traditionellen nepalesischen Stil, den Brahmayani-Tempel aus dem 17. Jahrhundert, weitere Tempel und traditionelle Gebäude. |
| Tilaurakot, archäologische Reste des antiken Königreichs Shakya | Tilaurakot, archäologische Reste des antiken Königreichs Shakya (Lage) | 1996 | K   | 840  | Die Ruinen eines Palastes in Tilaurakot gelten als nach Ansicht mehrerer Archäologen als Palast des Shuddhodana, des Königs von Shakya und Vater von Siddhartha Gautama (Buddha)                                                     |
|                                                                 | Höhlenarchitektur des Muktinath-Tals in Mustang                        | 1996 | K   | 841  | Höhlenarchitektur des dem Königreich Mustang im Tal von Muktinath |
| (weitere Bilder)                                                | Mittelalterlicher Palastkomplex von Gorkha                             | 1996 | K   | 842  | Königspalast auf einer Anhöhe in der Stadt Gorkha |
| Ramgram, Reliquienstupa des Buddha                              | Ramgram, Reliquienstupa des Buddha                                     | 1996 | K   | 843  | Stupa mit Reliquien von Buddha in der Nähe der Stadt Ramgram |
| (weitere Bilder)                                                | Khokana, das traditionelle Dorf und sein Senföl-Saatgut-Industrieerbe  | 1996 | K   | 844  | Historisches Dorf mit Industriedenkmälern der Senföl-Industrie |
| (weitere Bilder)                                                | Mittelalterliche erd-ummauerte Stadt Lo Manthang (Lage)                | 2008 | K   | 5256 | Die mittelalterliche Altstadt von Lo Manthang, der ehemaligen Hauptstadt des Königreichs Lo ist von einer sechs Meter hohen Mauer aus Lehmziegeln umgeben.                                                                           |
| (weitere Bilder)                                                | Vajrayogini und frühe Siedlung Sankhu                                  | 2008 | K   | 5257 | Sankhu (Lage) ist eine traditionelle Siedlung der Newari in der Nordostecke des Kathmandutals. Der Vorschlag umfasst auch den etwa 1,5 km nördlich des Ortes gelegenen Vajrayogini-Tempel (Lage).                                    |
| Mittelalterliche Siedlung Kirtipur                              | Mittelalterliche Siedlung Kirtipur                                     | 2008 | K   | 5258 | |
|                                                                 | Rishikesh-Komplex of Ruru Kshetra                                      | 2008 | K   | 5259 | |
| Palastkomplex von Nuwakot                                       | Palastkomplex von Nuwakot                                              | 2008 | K   | 5260 | |
| (weitere Bilder)                                                | Ram-Janaki-Tempel (Lage)                                               | 2008 | K   | 5261 | Hindu-Tempel in Janakpur |
| Darlam-Mahakali-Tempel (weitere Bilder)                         | Mittelalterliche Stadt Tansen (Lage)                                   | 2008 | K   | 5262 | |
| Sinja-Tal                                                       | Sinja-Tal                                                              | 2008 | K   | 5263 | |
|                                                                 | Bhurti-Tempelkomplex von Dailekh                                       | 2008 | K   | 5264 | |

### Ehemalige Welterbekandidaten
Diese Stätten standen früher auf der Tentativliste, wurden jedoch wieder zurückgezogen oder von der UNESCO abgelehnt.
Stätten, die in anderen Einträgen auf der Tentativliste enthalten oder Bestandteile von Welterbestätten sind, werden hier nicht berücksichtigt.
| Bild          | Bezeichnung                        | Jahr      | Typ | Ref. | Beschreibung                                                         |
| ------------- | ---------------------------------- | --------- | --- | ---- | -------------------------------------------------------------------- |
| Phoksundo-See | Sche-Phoksundo-Nationalpark (Lage) | 2000–2000 | N   |      | Nationalpark nördlich des Himalaya-Hauptkammes mit dem Phoksundo-See |